# پلیکان‌سانان
پلیکان‌سانان یا سقامرغ‌سانان یا لمبرسانان (نام علمی: Pelecaniformes) نام یک راسته از پرندگان زیررده نوآروارگان است.